# Céline (Musikerin)/Diskografie
Diese Diskografie ist eine Übersicht über die musikalischen Werke der deutschen Popsängerin und Rapperin Céline. Ihre erfolgreichste Veröffentlichung ist die Single Tränen aus Kajal mit über 200.000 verkauften Einheiten.

## Alben

### EPs
| Jahr | Titel Musiklabel                                    | Höchstplatzierung, Gesamtwochen, AuszeichnungChartplatzierungen (Jahr, Titel, Musiklabel, Platzierungen, Wochen, Auszeichnungen, Anmerkungen) | Höchstplatzierung, Gesamtwochen, AuszeichnungChartplatzierungen (Jahr, Titel, Musiklabel, Platzierungen, Wochen, Auszeichnungen, Anmerkungen) | Höchstplatzierung, Gesamtwochen, AuszeichnungChartplatzierungen (Jahr, Titel, Musiklabel, Platzierungen, Wochen, Auszeichnungen, Anmerkungen) | Anmerkungen                            |
| Jahr | Titel Musiklabel                                    | DE | AT | CH | Anmerkungen                            |
| ---- | --------------------------------------------------- | --- | --- | --- | -------------------------------------- |
| 2020 | Instinkt A Million • BTGS • Groove Attack           | DE51 (1 Wo.)DE | — | — | Erstveröffentlichung: 16. Oktober 2020 |
| 2024 | Lost Tapes, Teil 1 A Million • BTGS • Groove Attack | — | — | — | Erstveröffentlichung: 18. Oktober 2024 |
| 2025 | Lost Tapes, Teil 2 A Million • BTGS • Groove Attack | — | — | — | Erstveröffentlichung: 10. Januar 2025  |
| 2025 | Lost Tapes, Teil 3 A Million • BTGS • Groove Attack | — | — | — | Erstveröffentlichung: 11. April 2025   |

## Singles

### Als Leadmusikerin
| Jahr | Titel Album                       | Höchstplatzierung, Gesamtwochen, AuszeichnungChartplatzierungen (Jahr, Titel, Album, Platzierungen, Wochen, Auszeichnungen, Anmerkungen) | Höchstplatzierung, Gesamtwochen, AuszeichnungChartplatzierungen (Jahr, Titel, Album, Platzierungen, Wochen, Auszeichnungen, Anmerkungen) | Höchstplatzierung, Gesamtwochen, AuszeichnungChartplatzierungen (Jahr, Titel, Album, Platzierungen, Wochen, Auszeichnungen, Anmerkungen) | Anmerkungen                                              |
| Jahr | Titel Album                       | DE | AT | CH | Anmerkungen                                              |
| ---- | --------------------------------- | --- | --- | --- | -------------------------------------------------------- |
| 2020 | Was machst du da? –               | — | — | — | Erstveröffentlichung: 14. Februar 2020                   |
| 2020 | Für mich –                        | DE70 (5 Wo.)DE | — | — | Erstveröffentlichung: 13. März 2020                      |
| 2020 | Tränen aus Kajal Instinkt         | DE17 Gold · (18 Wo.)DE | AT51 (8 Wo.)AT | — | Erstveröffentlichung: 3. April 2020 Verkäufe: + 200.000  |
| 2020 | Wenn ich will –                   | DE41 (5 Wo.)DE | — | — | Erstveröffentlichung: 29. Mai 2020                       |
| 2020 | Blue Jeans Instinkt               | DE39 (2 Wo.)DE | — | — | Erstveröffentlichung: 24. Juli 2020                      |
| 2020 | Zu Besuch Instinkt                | DE52 (1 Wo.)DE | — | — | Erstveröffentlichung: 4. September 2020                  |
| 2020 | Überall Instinkt                  | DE89 (2 Wo.)DE | — | — | Erstveröffentlichung: 18. Dezember 2020                  |
| 2021 | Mom&Dad –                         | DE100 (1 Wo.)DE | — | — | Erstveröffentlichung: 22. Januar 2021                    |
| 2021 | Hotel –                           | DE54 (2 Wo.)DE | — | — | Erstveröffentlichung: 6. März 2021                       |
| 2022 | Neues Geld –                      | — | — | — | Erstveröffentlichung: 11. Mai 2022                       |
| 2022 | Cécé –                            | DE— aDE | — | — | Erstveröffentlichung: 13. Mai 2022                       |
| 2022 | A$AP & Rihanna –                  | DE57 (2 Wo.)DE | — | — | Erstveröffentlichung: 29. Juli 2022                      |
| 2022 | Süße Träume –                     | DE— bDE | — | — | Erstveröffentlichung: 9. September 2022                  |
| 2022 | Bitterkalt –                      | — | — | — | Erstveröffentlichung: 9. Dezember 2022                   |
| 2023 | 3 Sekunden –                      | DE45 (3 Wo.)DE | — | — | Erstveröffentlichung: 6. April 2023 feat. Paula Hartmann |
| 2023 | Cabriolet –                       | DE— cDE | — | — | Erstveröffentlichung: 28. Juli 2023                      |
| 2023 | One More Time –                   | — | — | — | Erstveröffentlichung: 25. August 2023                    |
| 2024 | Feuer –                           | DE— dDE | — | — | Erstveröffentlichung: 23. Februar 2024                   |
| 2024 | Augen leuchten –                  | — | — | — | Erstveröffentlichung: 16. August 2024                    |
| 2024 | Gott weiß wie Lost Tapes, Teil 1  | — | — | — | Erstveröffentlichung: 4. Oktober 2024                    |
| 2024 | Schwarze Wolke Lost Tapes, Teil 2 | — | — | — | Erstveröffentlichung: 8. November 2024                   |
| 2024 | Weiße Lilien Lost Tapes, Teil 2   | — | — | — | Erstveröffentlichung: 29. November 2024                  |
| 2025 | Ende Lost Tapes, Teil 3           | — | — | — | Erstveröffentlichung: 21. Februar 2025                   |
| 2025 | Lana Lost Tapes, Teil 3           | — | — | — | Erstveröffentlichung: 14. März 2025                      |

### Als Gastmusikerin
| Jahr | Titel Album                                                   | Höchstplatzierung, Gesamtwochen, AuszeichnungChartplatzierungen (Jahr, Titel, Album, Platzierungen, Wochen, Auszeichnungen, Anmerkungen) | Höchstplatzierung, Gesamtwochen, AuszeichnungChartplatzierungen (Jahr, Titel, Album, Platzierungen, Wochen, Auszeichnungen, Anmerkungen) | Höchstplatzierung, Gesamtwochen, AuszeichnungChartplatzierungen (Jahr, Titel, Album, Platzierungen, Wochen, Auszeichnungen, Anmerkungen) | Anmerkungen                                                          |
| Jahr | Titel Album                                                   | DE | AT | CH | Anmerkungen                                                          |
| ---- | ------------------------------------------------------------- | --- | --- | --- | -------------------------------------------------------------------- |
| 2020 | Emotions 2.0 –                                                | DE— eDE | AT— eAT | CH— eCH | Erstveröffentlichung: 12. Juni 2020 Ufo361 feat. Céline              |
| 2022 | Ballade –                                                     | DE26 (2 Wo.)DE | AT51 (1 Wo.)AT | CH75 (1 Wo.)CH | Erstveröffentlichung: 27. Mai 2022 Loredana feat. Céline             |
| 2023 | Beste falsche Freunde –                                       | — | — | — | Erstveröffentlichung: 16. Juni 2023 Lazlo feat. Céline               |
| 2023 | Komm in meine Arme Mailan                                     | DE14 (8 Wo.)DE | AT27 (3 Wo.)AT | CH48 (2 Wo.)CH | Erstveröffentlichung: 29. September 2023 Lune feat. Céline           |
| 2024 | Flugzeuge im Bauch (#40Bochum) 4630 Bochum (40 Jahre Edition) | DE— fDE | — | — | Erstveröffentlichung: 12. April 2024 Herbert Grönemeyer feat. Céline |

## Musikvideos
| Jahr | Titel                     | Regie                           |
| ---- | ------------------------- | ------------------------------- |
| 2020 | Für mich                  |                                 |
| 2020 | Tränen aus Kajal          |                                 |
| 2020 | Wenn ich will             |                                 |
| 2020 | Blue Jeans                | Hely Doan, Traviez the Director |
| 2020 | Zu Besuch                 | Hely Doan, Traviez the Director |
| 2020 | Überall (Akustik Version) | Peter Kaaden                    |
| 2021 | Mom&Dad                   | Peter Kaaden                    |
| 2021 | Hotel                     | Tatjana Wenig                   |
| 2022 | Ballade                   | Jonas Vahl                      |
| 2022 | A$AP & Rihanna            | Hely Doan, Traviez the Director |
| 2022 | Süße Träume               | Hely Doan                       |
| 2022 | Bitterkalt                | Céline, Hely Doan               |
| 2023 | 3 Sekunden                | Hely Doan                       |
| 2023 | Beste falsche Freunde     | Avo                             |
| 2023 | Cabriolet                 | Hely Doan                       |
| 2023 | Komm in meine Arme        | Dzevahir Aliti                  |
| 2024 | Gott weiß wie             | Traviez the Director            |
| 2024 | Weg von hier              | Hely Doan                       |
| 2024 | Schwarze Wolke            | Hely Doan                       |
| 2024 | Weiße Lilien              | Hely Doan                       |

## Autorenbeteiligungen
| Jahr | Titel Album                                   | Anmerkungen                                                               |
| ---- | --------------------------------------------- | ------------------------------------------------------------------------- |
| 2019 | It Takes Two Only Love, L (More Love Edition) | Erstveröffentlichung: 6. Dezember 2019 Interpretation: Lena Meyer-Landrut |

## Promoveröffentlichungen
| Jahr | Titel Album      | Anmerkungen                                                                |
| ---- | ---------------- | -------------------------------------------------------------------------- |
| 2023 | Dämonen Instinkt | Erstveröffentlichung: 20. Januar 2023 Teil der „Level-Space-Edition“-Reihe |

## Sonderveröffentlichungen
| Jahr | Titel Album                                                   | Anmerkungen                                                        |
| ---- | ------------------------------------------------------------- | ------------------------------------------------------------------ |
| 2018 | Deine Liebe ist mein Leben Herzblut                           | Erstveröffentlichung: 29. Juni 2018 MC Bilal feat. Céline          |
| 2024 | Flugzeuge im Bauch (#40Bochum) 4630 Bochum (40 Jahre Edition) | Erstveröffentlichung: 7. Juni 2024 Herbert Grönemeyer feat. Céline |
| 2024 | Komm in meine Arme Mailan                                     | Erstveröffentlichung: 21. Juni 2024 Lune feat. Céline              |

| Jahr | Titel Album                                     | Anmerkungen                            |
| ---- | ----------------------------------------------- | -------------------------------------- |
| 2024 | Fühlst du die Musik Giraffenaffen 9 – Weltreise | Erstveröffentlichung: 18. Oktober 2024 |

## Statistik

### Chartauswertung
|                     | DE    | AT    | CH    |
| ------------------- | ----- | ----- | ----- |
| Nummer-eins-Alben   | DE—DE | AT—AT | CH—CH |
| Top-10-Alben        | DE—DE | AT—AT | CH—CH |
| Alben in den Charts | DE1DE | AT—AT | CH—CH |

|                       | DE     | AT    | CH    |
| --------------------- | ------ | ----- | ----- |
| Nummer-eins-Singles   | DE—DE  | AT—AT | CH—CH |
| Top-10-Singles        | DE—DE  | AT—AT | CH—CH |
| Singles in den Charts | DE12DE | AT3AT | CH2CH |

### Auszeichnungen für Musikverkäufe
Anmerkung: Auszeichnungen in Ländern aus den Charttabellen bzw. Chartboxen sind in ebendiesen zu finden.
| Land/RegionAuszeichnungen für Musikverkäufe (Land/Region, Auszeichnungen, Verkäufe, Quellen) | Gold  | Platin | Verkäufe | Quellen           |
| -------------------------------------------------------------------------------------------- | ----- | ------ | -------- | ----------------- |
| Deutschland (BVMI)                                                                           | Gold1 | —      | 200.000  | musikindustrie.de |
| Insgesamt                                                                                    | Gold1 | —      |          |                   |